# Ladislao Vajda
Ladislao Vajda (* 18. August 1906 in Budapest; † 25. März 1965 in Barcelona, Spanien; gebürtig László Vajda Weisz) war ein ungarischer Filmregisseur und Drehbuchautor.

## Leben und Wirken
Ladislao Vajda wurden 1906 als Sohn des Drehbuchautors, Theaterregisseurs und Dramaturgen Ladislaus Vajda in Budapest geboren. Er begann seine Karriere beim Film 1930 als Schnittmeister von deutschen Spielfilmen. 1932 inszenierte er zusammen mit dem britischen Regisseur Victor Hanbury mit Where Is This Lady? seinen ersten Film. In den 1930er-Jahren drehte er weitere Filme, vor allem in Ungarn, aber auch zwei in England.
Ab 1939 war Vajda in Italien und drehte dort zwei Filme, bevor er sich 1942 in Spanien niederließ, seinen Namen latinisierte und bis Mitte der 1950er-Jahre 16 Filme drehte. Er drehte in der Zeit auch in Portugal, teils in portugiesisch-spanischen Koproduktionen (etwa O Diabo São Elas 1945), teils in Produktionen des portugiesischen Films (etwa Três Espelhos 1947).
Mit seinem international wohl bekanntesten Film Marcelino, pan y vino (1955) schuf er ein Werk, dem der Durchbruch in den Vereinigten Staaten gelang. Mit dem ebenfalls sehr bekannten Krimi Es geschah am hellichten Tag aus dem Jahre 1958 drehte Vajda seinen ersten deutschsprachigen Film (der in der Schweiz spielt), eine Koproduktion zwischen Spanien und der Schweiz. Vajda war als Autor am Drehbuch beteiligt, der Film war für den Goldenen Bären nominiert. Es folgten vier weitere deutsche Filme. Seine beiden letzten Werke aus den Jahren 1963 und 1965 wurden wieder in Spanien produziert.
1960 wurde er für den Film Ein Mann geht durch die Wand mit dem Ernst-Lubitsch-Preis ausgezeichnet. Für den 1956 gedrehten Film Mein Freund Enrico gewann er den Goldenen Bären. Ein Jahr zuvor hatte er den Silbernen Bären für Das Geheimnis des Marcellino erhalten, die deutsche Fassung von Marcelino, pan y vino.
Ladislao Vajda starb am Rande der Dreharbeiten zu seinem Film La dama de Beirut in Barcelona.

## Filmografie (Auswahl)
- 1933: Where Is This Lady? (Co-Regie: Victor Hanbury)
- 1936: Wings Over Africa
- 1941: Todfeinde (Giuliano de' Medici)
- 1945: O Diabo São Elas
- 1947: Três Espelhos
- 1952: Doña Francisquita
- 1955: Das Geheimnis des Marcellino (Marcelino pan y vino)
- 1956: Blutige Arena (Tarde de toros)
- 1956: Mein Freund Enrico (Mi tío Jacinto)
- 1957: Der Hund, der „Herr Bozzi“ hieß (Un angelo è sceso a Brooklyn)
- 1958: Es geschah am hellichten Tag
- 1959: Ein Mann geht durch die Wand
- 1961: Die Schatten werden länger
- 1961: Der Lügner
- 1962: Das Feuerschiff
- 1963: Ein fast anständiges Mädchen
- 1965: La dama de Beirut